# Lissochlora nortia
Lissochlora nortia là một loài bướm đêm trong họ Geometridae.